# Molise Moscato bianco passito
Il Molise Moscato bianco passito è un vino passito DOC la cui produzione è consentita nelle province di Campobasso e Isernia.

## Caratteristiche organolettiche
- colore: giallo dorato
- odore: tipico di moscato, aromatico, caratteristico, intenso e delicato
- sapore: dolce, armonico, gradevole

## Produzione
Provincia, stagione, volume in ettolitri
- nessun dato disponibile